# Xã Nockamixon, Quận Bucks, Pennsylvania
Xã Nockamixon (tiếng Anh: Nockamixon Township) là một xã thuộc quận Bucks, tiểu bang Pennsylvania, Hoa Kỳ. Năm 2010, dân số của xã này là 3.441 người.